# Міжнародний кубок чемпіонів 2019
Міжнародний Кубок Чемпіонів 2019 (або ICC) сьомий розіграш міжконтинентального товариського турніру з футболу.

## Команди
В турнірі брали участь 12 команд з 6 країн.
| Країна     | Ліга          | Команда           |
| ---------- | ------------- | ----------------- |
| Англія     | АПЛ           | Арсенал           |
| Англія     | АПЛ           | Манчестер Юнайтед |
| Англія     | АПЛ           | Тоттенхем         |
| Німеччина  | Бундесліга    | Баварія Мюнхен    |
| Італія     | Серія A       | Інтер             |
| Італія     | Серія A       | Ювентус           |
| Італія     | Серія A       | Мілан             |
| Італія     | Серія A       | Фіорентіна        |
| Португалія | Прімейра-Ліга | Бенфіка           |
| Мексика    | Ліга МХ       | Гвадалахара       |
| Іспанія    | Ла-Ліга       | Атлетико Мадрид   |
| Іспанія    | Ла-Ліга       | Реал Мадрид       |

## Локації
16 локацій Міжнародного кубку чемпіонів було анонсовано 26 березня 2019 року.
| Іст-Ратерфорд     | Лендовер                                                                                                   | Канзас-Сіті                                                                                                | Шарлотт | Х'юстон |
| ----------------- | --- | --- | --- | --- |
| Мет-Лайф Стедіум  | FedEx Філд                                                                                                 | Ерроухед Стедіум                                                                                           | Бенк оф Америка Стедіум                                                                                    | NRG-Стедіум                                                                                                |
| Місткість: 82,500 | Місткість: 82,000                                                                                          | Місткість: 76,416                                                                                          | Місткість: 75,525                                                                                          | Місткість: 71,795                                                                                          |
|                   | | | | |
| Санта-Клара       | Арлінгтон Фоксборо Карсон Шарлотт Бриджв'ю Іст-Ратерфорд Харрісон Х'юстон Канзас-Сіті Лендовер Санта-Клара | Арлінгтон Фоксборо Карсон Шарлотт Бриджв'ю Іст-Ратерфорд Харрісон Х'юстон Канзас-Сіті Лендовер Санта-Клара | Арлінгтон Фоксборо Карсон Шарлотт Бриджв'ю Іст-Ратерфорд Харрісон Х'юстон Канзас-Сіті Лендовер Санта-Клара | Арлінгтон Фоксборо Карсон Шарлотт Бриджв'ю Іст-Ратерфорд Харрісон Х'юстон Канзас-Сіті Лендовер Санта-Клара |
| Левайс Стедіум    | Арлінгтон Фоксборо Карсон Шарлотт Бриджв'ю Іст-Ратерфорд Харрісон Х'юстон Канзас-Сіті Лендовер Санта-Клара | Арлінгтон Фоксборо Карсон Шарлотт Бриджв'ю Іст-Ратерфорд Харрісон Х'юстон Канзас-Сіті Лендовер Санта-Клара | Арлінгтон Фоксборо Карсон Шарлотт Бриджв'ю Іст-Ратерфорд Харрісон Х'юстон Канзас-Сіті Лендовер Санта-Клара | Арлінгтон Фоксборо Карсон Шарлотт Бриджв'ю Іст-Ратерфорд Харрісон Х'юстон Канзас-Сіті Лендовер Санта-Клара |
| Місткість: 68,500 | Арлінгтон Фоксборо Карсон Шарлотт Бриджв'ю Іст-Ратерфорд Харрісон Х'юстон Канзас-Сіті Лендовер Санта-Клара | Арлінгтон Фоксборо Карсон Шарлотт Бриджв'ю Іст-Ратерфорд Харрісон Х'юстон Канзас-Сіті Лендовер Санта-Клара | Арлінгтон Фоксборо Карсон Шарлотт Бриджв'ю Іст-Ратерфорд Харрісон Х'юстон Канзас-Сіті Лендовер Санта-Клара | Арлінгтон Фоксборо Карсон Шарлотт Бриджв'ю Іст-Ратерфорд Харрісон Х'юстон Канзас-Сіті Лендовер Санта-Клара |
|                   | Арлінгтон Фоксборо Карсон Шарлотт Бриджв'ю Іст-Ратерфорд Харрісон Х'юстон Канзас-Сіті Лендовер Санта-Клара | Арлінгтон Фоксборо Карсон Шарлотт Бриджв'ю Іст-Ратерфорд Харрісон Х'юстон Канзас-Сіті Лендовер Санта-Клара | Арлінгтон Фоксборо Карсон Шарлотт Бриджв'ю Іст-Ратерфорд Харрісон Х'юстон Канзас-Сіті Лендовер Санта-Клара | Арлінгтон Фоксборо Карсон Шарлотт Бриджв'ю Іст-Ратерфорд Харрісон Х'юстон Канзас-Сіті Лендовер Санта-Клара |
| Фоксборо          | Арлінгтон                                                                                                  | Карсон | Харрісон                                                                                                   | Бриджв'ю                                                                                                   |
| Жилетт Стедіум    | Глоуб Лайф Парк                                                                                            | Спортивний парк Гідність Здоров'я                                                                          | Ред Булл Арена                                                                                             | Сеат Гік Стедіум                                                                                           |
| Місткість: 65,878 | Місткість: 48,114                                                                                          | Місткість: 27,000                                                                                          | Місткість: 25,000                                                                                          | Місткість: 20,000                                                                                          |
|                   | | | | |

| Кардіфф                  | Лондон                    | Стокгольм         |
| ------------------------ | ------------------------- | ----------------- |
| Мілленіум Стедіум        | Тоттенгем Готспур Стедіум | Френдз Арена      |
| Місткість: 73,931        | Місткість: 62,062         | Місткість: 54,329 |
|                          |                           |                   |
| Лондон Кардіфф Стокгольм |                           |                   |

| Келланг              | Келланг Шанхай | Шанхай                    | Нанкін                                    |
| -------------------- | -------------- | ------------------------- | ----------------------------------------- |
| Національний стадіон | Келланг Шанхай | Футбольний стадіон Хонгку | Нанкінський Олімпійський Спортивний Центр |
| Місткість: 55,000    | Келланг Шанхай | Місткість: 61,443         | Місткість: 35,000                         |
|                      | Келланг Шанхай |                           |                                           |

## Матчі
Розклад матчів був оголошений 28 березня 2019 року. Кожна команда зіграє по 3 матчі. Загалом відбудеться 18 матчів.

### Липень
| 16 липня 2019 CST |

| Фіорентіна                                  | 2–1      | Гвадалахара                |
| ------------------------------------------- | -------- | -------------------------- |
| - Джованні Сімеоне 27' - Рікардо Соттіл 52' | Протокол | - Хав'єр Едуардо Лопес 25' |

| Сеат Гік Стедіум, Бриджв'ю Глядачів: 10,062 Арбітр: Рубіель Васкес (США) |

| 17 липня 2019 PST Audi Football Summit |

| Арсенал                                     | 2–1      | Баварія Мюнхен             |
| ------------------------------------------- | -------- | -------------------------- |
| - Луїс Познанскі 49' (аг) - Едді Нкетіа 88' | Протокол | - Роберт Левандовський 71' |

| Спортивний парк Гідність Здоров'я, Карсон Глядачів: 26,704 Арбітр: Кевін Стотт (США) |

| 20 липня 2019 SGT |

| Манчестер Юнайтед    | 1–0      | Інтер |
| -------------------- | -------- | ----- |
| - Мейсон Грінвуд 76' | Протокол |       |

| Національний стадіон, Келланг Глядачів: 52,897 Арбітр: Летчман Горала Крішнан (Сінгапур) |

| 20 липня 2019 CST |

| Бенфіка                                                    | 3–0      | Гвадалахара |
| ---------------------------------------------------------- | -------- | ----------- |
| - Рауль Де Томас 4' - Рафа Сілва 70' - Харіс Сеферович 73' | Протокол |             |

| Левайс Стедіум, Санта-Клара Глядачів: 15,724 Арбітр: Джоі Дікерсон (США) |

| 20 липня 2019 EST |

| Арсенал                                 | 3–1      | Фіорентіна |
| --------------------------------------- | -------- | ---------- |
| - Едді Нкетіа 15', 65' - Джо Віллок 89' | Протокол |            |

| Бенк оф Америка Стедіум, Шарлотт Глядачів: 34,902 Арбітр: Маркос де Олівейра (США) |

| 20 липня 2019 CST Audi Football Summit |

| Баварія Мюнхен                                                      | 3–1      | Реал Мадрид   |
| ------------------------------------------------------------------- | -------- | ------------- |
| - Корентен Толіссо 15' - Роберт Левандовський 67' - Серж Гнабрі 69' | Протокол | - Родріго 84' |

| NRG-Стедіум, Х'юстон Глядачів: 60,143 Арбітр: Рамі Тоучан (США) |

| 21 липня 2019 SGT |

| Ювентус                                      | 2–3      | Тоттенхем                                              |
| -------------------------------------------- | -------- | ------------------------------------------------------ |
| - Гонсало Ігуаїн 56' - Кріштіану Роналду 60' | Протокол | - Ерік Ламела 30' - Лукас Моура 65' - Гаррі Кейн 90+3' |

| Національний стадіон, Келланг Глядачів: 50,443 Арбітр: Ахмад А'Каша (Сінгапур) |

| 23 липня 2019 EST |

| Реал Мадрид                          | 2–2      | Арсенал                                                    |
| ------------------------------------ | -------- | ---------------------------------------------------------- |
| - Гарет Бейл 56' - Марко Асенсіо 59' | Протокол | - Александр Ляказетт 10' (пен.) - П'єр-Емерік Обамеянг 24' |

| FedEx Філд, Лендовер Глядачів: 52,826 Арбітр: Тімоті Форд (США) |

|                                                     |       | Пенальті                                                               |  |
| Гарет Бейл · Іско · Рафаель Варан · Вінісіус Жуніор | 3 — 2 | Ріс Нелсон · Граніт Джака · Букайо Сака · Начо Монреаль · Роббі Бартон |  |

| 23 липня 2019 CST |

| Баварія Мюнхен       | 1–0      | Мілан |
| -------------------- | -------- | ----- |
| - Леон Горецка 45+3' | Протокол |       |

| Ерроухед Стедіум, Канзас-Сіті Глядачів: 18,469 Арбітр: Аллен Чепмен (США) |

| 23 липня 2019 CST |

| Гвадалахара | 0–0      | Атлетико Мадрид |
| ----------- | -------- | --------------- |
|             | Протокол |                 |

| Глоуб Лайф Парк, Арлінгтон Глядачів: 12,467 Арбітр: Балдомеро Толедо (США) |

| |       | Пенальті                                                                                          |  |
| Мігель Понсе · Антоніо Брісеньо · Хосе де Хесус Гонсалес · Сесар Хуерта · Фернандо Белтран · Алан Сервантес | 4 — 5 | Анхель Корреа · Ектор Еррера · Іван Шапоніч · Феліпе Монтейро · Тоні Мойа · Хуан Мануель Санабріа |  |

| 24 липня 2019 CHST |

| Ювентус                 | 1–1      | Інтер                      |
| ----------------------- | -------- | -------------------------- |
| - Кріштіану Роналду 68' | Протокол | - Маттейс де Лігт 10' (аг) |

| Нанкінський Олімпійський Спортивний Центр Глядачів: 48,646 Арбітр: Чжан Лей (Китай) |

| |       | Пенальті                                                                                     |  |
| Жуан Канселу · Кріштіану Роналду · Емре Джан · Адріан Рабйо · Федеріко Бернардескі · Меріх Демірель | 4 — 3 | Андреа Ранокк'я · Георге Пушкаш · Сумюель Лонго · Жуан Маріу · Ніколо Барелла · Борха Валеро |  |

| 24 липня 2019 EST |

| Фіорентіна           | 1–2      | Бенфіка                                           |
| -------------------- | -------- | ------------------------------------------------- |
| - Душан Влахович 29' | Протокол | - Гаріс Сеферович 9' - Кайо Лукас Фернандес 90+3' |

| Ред Булл Арена, Харрісон Глядачів: 12,141 Арбітр: Роберт Сібіга (США) |

| 25 липня 2019 CHST |

| Тоттенхем         | 1–2      | Манчестер Юнайтед                         |
| ----------------- | -------- | ----------------------------------------- |
| - Лукас Моура 65' | Протокол | - Антоні Марсьяль 21' - Ейнджел Гомес 80' |

| Футбольний стадіон Хонгку, Шанхай Арбітр: Ай Кун (Китай) |

| 26 липня 2019 EST |

| Реал Мадрид                                                         | 3–7 | Атлетико Мадрид                                                                          |
| ------------------------------------------------------------------- | --- | ---------------------------------------------------------------------------------------- |
| - Начо 59' - Карім Бензема 85' (пен.) - Хав'єр Ернандес Каррера 89' |     | - Дієго Коста 1', 28', 45' (пен.), 51' - Жуан Фелікс 8' - Анхель Корреа 19' - Вітоло 70' |

| Мет-Лайф Стедіум, Іст-Ратерфорд Глядачів: 57,714 Арбітр: Тед Ункель (США) |

| 28 липня 2019 EST |

| Мілан | 0–1      | Бенфіка             |
| ----- | -------- | ------------------- |
|       | Протокол | - Адель Таарабт 70' |

| Жилетт Стедіум, Фоксборо Глядачів: 27,565 Арбітр: Сорін Стойка (США) |

### Серпень
| 3 серпня 2019 |

| Манчестер Юнайтед                         | 2–2      | Мілан                                 |
| ----------------------------------------- | -------- | ------------------------------------- |
| - Маркус Рашфорд 14' - Джессі Лінгард 72' | Протокол | - Сусо 26' - Віктор Лінделеф 60' (аг) |

| Мілленіум Стедіум, Кардіфф Глядачів: 65,892 Арбітр: Іван Гріффіт (Уельс) |

|                                                                            |     | Пенальті                                                                              |  |
| Джессі Лінгард · Ешлі Янг · Мейсон Грінвуд · Ейнджел Гомес · Деніел Джеймс | 5–4 | Хакан Чалханоглу · Джакомо Бонавентура · Андре Сілва · Раде Крунич · Даніель Мальдіні |  |

| 4 серпня 2019 |

| Тоттенхем        | 1–1      | Інтер               |
| ---------------- | -------- | ------------------- |
| - Лукас Моура 3' | Протокол | - Стефано Сенсі 36' |

| Тоттенгем Готспур Стедіум, Лондон Глядачів: 58,905 Арбітр: Андре Маррінер (Англія) |

|                                                                                       |     | Пенальті                                                                          |  |
| Крістіан Еріксен · Сон Хин Мін · Жорж-Кевін Н'Куду · Тобі Алдервейрелд · Олівер Скіпп | 3–4 | Георге Пушкаш · Андреа Ранокк'я · Федеріко Дімарко · Маттео Політано · Жуан Маріу |  |

| 10 серпня 2019 |

| Атлетико Мадрид                    | 2–1      | Ювентус           |
| ---------------------------------- | -------- | ----------------- |
| - Тома Лемар 24' - Жуан Фелікс 33' | Протокол | - Самі Хедіра 29' |

| Френдз Арена, Стокгольм Глядачів: 49,752 Арбітр: Андреас Екберг (Швеція) |

## Підсумкова таблиця
За правилами турніру розподіл місць визначався за результатами 3 матчів кожної команди. Переможцем Міжнародного кубку чемпіонів стала команда, що посіла перше місце у таблиці.[5] Кожна команда за перемогу в основний час отримала три бали. За перемогу у серії післяматчових пенальті отримала два бали. За поразку у серії пенальті - один бал.
| Поз | Команда           | М | В | ВП | ПП | П | ГЗ | ГП | Різ | О | Final result                                 |
| --- | ----------------- | - | - | -- | -- | - | -- | -- | --- | - | -------------------------------------------- |
| 1   | Бенфіка (C)       | 3 | 3 | 0  | 0  | 0 | 6  | 1  | +5  | 9 | Переможець міжнародного кубку чемпіонів 2019 |
|     |                   |   |   |    |    |   |    |    |     |   |                                              |
| 2   | Атлетіко Мадрид   | 3 | 2 | 1  | 0  | 0 | 9  | 4  | +5  | 8 |                                              |
| 3   | Манчестер Юнайтед | 3 | 2 | 1  | 0  | 0 | 5  | 3  | +2  | 8 |                                              |
| 4   | Арсенал           | 3 | 2 | 0  | 1  | 0 | 7  | 3  | +4  | 7 |                                              |
| 5   | Баварія Мюнхен    | 3 | 2 | 0  | 0  | 1 | 5  | 3  | +2  | 6 |                                              |
| 6   | Тоттенгем Готспур | 3 | 1 | 0  | 1  | 1 | 5  | 5  | 0   | 4 |                                              |
| 7   | Інтернаціонале    | 3 | 0 | 1  | 1  | 1 | 2  | 3  | −1  | 3 |                                              |
| 8   | Фіорентіна        | 3 | 1 | 0  | 0  | 2 | 3  | 6  | −3  | 3 |                                              |
| 9   | Ювентус           | 3 | 0 | 1  | 0  | 2 | 4  | 6  | −2  | 2 |                                              |
| 10  | Реал Мадрид       | 3 | 0 | 1  | 0  | 2 | 6  | 12 | −6  | 2 |                                              |
| 11  | Мілан             | 3 | 0 | 0  | 1  | 2 | 2  | 4  | −2  | 1 |                                              |
| 12  | Гвадалахара       | 3 | 0 | 0  | 1  | 2 | 1  | 5  | −4  | 1 |                                              |

## Медіапокриття
| Країна або регіон       | Мовник                 | Примітки | Посилання     |
| ----------------------- | ---------------------- | --- | ------------- |
| Австралія               | SBS Australia          | Усі 18 матчів наживо у інтернеті та на app-додатках, 17 з 18 матчів наживо на Viceland                                                     | [ 25 ]        |
| Австралія               | Kayo Sports            | Усі 18 матчів наживо | [ 25 ]        |
| Австралія               | BeIN Sports            | Усі 18 матчів наживо | [ 26 ]        |
| Азербайджан             | CBC Azerbaijan         | Вибрані матчі наживо для CBC Sport | [ 27 ]        |
| Субсахарська Африка     | StarTimes              | Усі 18 матчів наживо на World Football, Sport Premium та StarTimes. У інтернеті та на app-додатках.                                        | [ 28 ]        |
| Балкани                 | Sport Klub             | Усі 18 матчів наживо |               |
| Беліз                   | ESPN                   | |               |
| Бельгія                 | Eleven Sports          | Усі 18 матчів наживо | [ 29 ]        |
| Бразилія                | Grupo Record           | Усі 18 матчів наживо на Play Plus, 17 з 18 матчів наживо на Record News                                                                    | [ 30 ]        |
| Бразилія                | Fox Sports (Brazil)    | Усі 18 матчів наживо | [ 31 ]        |
| Болгарія                | Max Sport              | Усі 18 матчів наживо |               |
| Бруней                  | Astro                  | Усі 18 матчів наживо на Astro SuperSport (англійською), Arena (малайською), Astro GO, та Astro NJOI відповідно                             | [ 32 ]        |
| Велика Британія         | Premier Sports         | 15 з 18 матчів наживо | [ 33 ] [ 34 ] |
| Велика Британія         | MUTV                   | Тільки три матчі Манчестер Юнайтед. |               |
| В'єтнам                 | FPT Group              | Усі 18 матчів наживо | [ 35 ]        |
| Гонконг                 | TVB                    | Усі 18 матчів наживо на MyTV Super, включаючи 9 матчів (разом з 7 матчами поза межами США) на TVB Finance & Information Channel            | [ 36 ]        |
| Греція                  | Nova Sports            | Усі 18 матчів наживо | [ 37 ]        |
| Грузія                  | Adjara                 | Усі 18 матчів наживо |               |
| Данія                   | TV2                    | Вибрані матчі наживо на TV2 Sport. |               |
| Ізраїль                 | Charlton               | Усі 18 матчів наживо на Sport 1 та Sport 2                                                                                                 |               |
| Індійський субконтинент | Dream11                | Усі 18 матчів наживо на Fancode | [ 38 ]        |
| Індонезія               | TVRI                   | Усі 18 матчів (16 наживо одночасно на різних носіях, один матч наживо в ефірі, та один у повторі) на Національному та Спортивному каналах. | [ 39 ]        |
| Індонезія               | Mola TV                | Усі 18 матчів наживо | [ 40 ]        |
| Іран                    | IRIB                   | Вибрані матчі наживо на Varzesh | [ 41 ]        |
| Іран                    | Varzesh TV Farsi       | Вибрані матчі наживо | [ 42 ]        |
| Ірландія                | Eir Sport              | 15 з 18 матчів наживо. |               |
| Ірландія                | MUTV                   | Тільки три матчі Манчестер Юнайтед. |               |
| Ісландія                | 365                    | Усі 18 матчів наживо на Stöð 2 Sport |               |
| Іспанія                 | Mediapro               | Усі 18 матчів наживо на LaLiga TV. Вибрані матчі також доступні на Gol Televisión.                                                         | [ 43 ]        |
| Іспанія                 | Movistar               | Вибрані матчі, а також матчі ILC наживо на #Vamos                                                                                          |               |
| Іспанія                 | Real Madrid TV         | Тільки три матчі Реал Мадрид | [ 44 ]        |
| Італія                  | Sportitalia            | Усі 18 матчів наживо | [ 45 ]        |
| Італія                  | Sky Sport (Italy)      | | [ 46 ]        |
| Євразія                 | Setanta Sports Eurasia | Усі 18 матчів наживо |               |
| Канада                  | DAZN                   | Усі 18 матчів наживо | [ 47 ]        |
| Каталонія               | TV3                    | | [ 48 ]        |
| Кіпр                    | CytaVision             | Усі 18 матчів наживо |               |
| Китай                   | CCTV                   | Вибрані матчі наживо |               |
| Китай                   | PPTV                   | Усі 18 матчів наживо |               |
| Корея                   | SPOTV                  | Усі 18 матчів наживо | [ 49 ]        |
| Люксембург              | Eleven Sports          | Усі 18 матчів наживо | [ 29 ]        |
| Малайзія                | Astro                  | Усі 18 матчів наживо на SuperSport (англійською), Arena (малайською), Astro GO, та на NJOI Now оглядово                                    | [ 32 ]        |
| Мальдіви                | MediaNet               | Усі 18 матчів наживо |               |
| Мальта                  | GO                     | Усі 18 матчів наживо на TSN |               |
| Мексика                 | ESPN International     | | [ 50 ]        |
| MENA                    | Sharjah Sports         | | [ 51 ]        |
| М'янма                  | Canal+ Myanmar FG      | Усі 18 матчів наживо |               |
| Німецькомовні країни    | Sport1                 | 10 з 18 матчів (включаючи усі 3 матчі Баварії Мюнхен) наживо                                                                               | [ 52 ]        |
| Німецькомовні країни    | OneFootball            | Усі 18 матчів наживо |               |
| Польща                  | Polsat                 | Усі 18 матчів наживо на Polsat Sport, Polsat Sport Extra, та каналі Polsat Sport News оглядово                                             | [ 53 ]        |
| Португалія              | Sport TV               | Усі 18 матчів наживо | [ 54 ]        |
| Пуерто-Рико             | ESPN                   | |               |
| Російська Федерація     | Матч ТВ                | Усі 18 матчів наживо |               |
| Сінгапур                | Mediacorp              | Усі 18 матчів наживо на Toggle. Вибрані матчі в той же день з затримкою (обидва матчі у Сінгапурі) на MediaCorp Channel 5.                 | [ 55 ]        |
| Скандинавія             | Strive                 | Усі 18 матчів наживо | [ 56 ]        |
| Східний Тимор           | Mola TV                | Усі 18 матчів наживо | [ 40 ]        |
| США                     | ESPN                   | | [ 57 ]        |
| Таджикистан             | Televizioni Tojikiston | Усі 18 матчів наживо на Varzish та Futbol, огляди матчів.                                                                                  |               |
| Таїланд                 | PPTV                   | Вибрані матчі наживо або у повторі, а також хайлайти                                                                                       | [ 58 ]        |
| Туреччина               | TRT                    | Усі 18 матчів наживо в інтернеті, 17 наживо та один у повторі на TRT Spor channel.                                                         |               |
| Туркменістан            | Türkmenistan Sport     | | [ 59 ]        |
| Центральна Америка      | ESPN (Latin America)   | | [ 60 ]        |
| Японія                  | DAZN                   | Усі 18 матчів наживо | [ 47 ]        |

## Зовнішні посилання
- Офіційний сайт